# Maxie Baughan
Maxie Baughan (Forkland, Alabama; 3 de agosto de 1938 – Ithaca, Nueva York; 19 de agosto de 2023) fue un jugador y entrenador estadounidense de fútbol americano que jugó quince temporadas con tres equipos en la NFL en la posición de linebacker.

## Carrera

### Universitario
Jugó para Georgia Tech Yellow Jackets en las posiciones de linebacker y centro, teniendo su mejor temporada la de 1959 donde fue nombrado All-American, liniero del año en la Southeastern Conference y jugador más valioso del Gator Bowl de 1960, además de imponer un récord de la universidad con 124 tackleadas. Sería introducido al Salón de la Fama de Georgia Tech en 1965 y al Salón de la Fama del Fútbol Americano Universitario en 1988.

### Profesional
Fue seleccionado en la segunda ronda del Draft de 1960 en la posición 20 por los Philadelphia Eagles, equipo con el que se convirtió en linebacker titular en su año de novato y ganó el campeonato de la NFL en ese año, partido en el que consiguió tres intercepciones. A causa de tener menos actividad con el equipo, decide irse de Filadelfia en 1965 y pasa a jugar con Los Angeles Rams a cambio del linebacker Fred Brown y el tackle defensivo Frank Molden. Se retiraría de la NFL en 1970 como una de las múltiples víctimas de la plaga de lesiones en ese año.
Los derechos contractuales de Baughan incluían un cambio múltiple con Jack Pardee, Myron Pottios, Diron Talbert, John Wilbur, Jeff Jordan, y la selección de quinta ronda del Draft de 1971 (posición 124 general–cambiada a los Green Bay Packers por Boyd Dowler) de los Rams a los Washington Redskins por Marlin McKeever, selecciones de primera y tercera ronda del Draft de 1971 (posiciones 10 y 63 general–Isiah Robertson y Dave Elmendorf respectivamente) y selecciones de tercera, cuarta, quinta, sexta y séptima ronda del Draft de 1972 (posiciones 73, 99, 125, 151 y 177 general–de los New England Patriots, cambiado a Philadelphia Eagles por Joe Carollo, Bob Christiansen, el tackeador defensivo de Texas Southern Eddie Herbert y a los New York Giants respectivamente) el 28 de enero de 1971.
De 1972 a 1973 sería entrenador asistente y coordinador defensivo de Georgia Tech. En 1974, Baughan haría un breve regreso a la NFL como entrenador-jugador. Jugaría la temporada conpleta y se retiraría definitivamente. Su carrera contaría com 18 intercepciones (incluyendo una para touchdown) y 10 fumbles recuperados en 147 partidos. Tuvo nueve apariciones no consecutivas en el Pro Bowl y fue dos veces seleccionado al primer equipo All-Pro.

### Entrenador
Fue coordinador defensivo de los Georgia Tech Yellow Jackets, Baltimore Colts y Detroit Lions ante de ser entrenador en jefe de Cornell Big Red en la NCAA donde estuvo por cinco años. De 1990 a 1998 sería entrenador de linebackers de los Minnesota Vikings, Tampa Bay Buccaneers y Baltimore Ravens.

## Otros logros
Sería miembro del Alabama Sports Hall of Fame de la clase de 1983 y del Gator Bowl Hall of Fame en ese mismo año. Son embargo, todavía no forma parte del Pro Football Hall of Fame, llegando a ser semifinalista en 2022. En 2005 fue seleccionado por la Professional Football Researchers Association en el Hall of Very Good.
En 2012 Baughan recibió el Outstanding Eagle Scout Award por parte de los National Eagle Scout Association de los Boy Scouts of America. El 4 de agosto de 2015 los Philadelphia Eagles anunciaron que Baughan sería miembro del Philadelphia Eagles Hall of Fame durante un partido ante los New York Giants en un Monday Night Football.